# Bolbelasmus coreanus
Bolbelasmus coreanus är en skalbaggsart som beskrevs av Hermann Julius Kolbe 1886. Bolbelasmus coreanus ingår i släktet Bolbelasmus och familjen Bolboceratidae. Inga underarter finns listade.